# مارك سميث (لاعب هوكي الجليد)
مارك سميث (بالفرنسية: Mark Smith)‏ (و. 1977  م) هو لاعب هوكي الجليد كندي، ولد في إدمونتون، مركز لعبه هو وسط ‏.

## روابط خارجية
- مارك سميث على موقع دوري الهوكي الوطني (الإنجليزية)
- مارك سميث على موقع قاعة مشاهير الهوكي (لاعب أن.إتش.أل) (الإنجليزية)
- مارك سميث على موقع EliteProspects.com (الإنجليزية)
- مارك سميث على موقع Eurohockey.com (الإنجليزية)
- مارك سميث على موقع HockeyDB.com (الإنجليزية)
- مارك سميث على موقع Hockey-Reference.com (الإنجليزية)